# Kuldscha staudingeri
Kuldscha staudingeri là một loài bướm đêm trong họ Geometridae.